# Coursetia orbicularis
Coursetia orbicularis är en ärtväxtart som beskrevs av George Bentham. Coursetia orbicularis ingår i släktet Coursetia, och familjen ärtväxter. Inga underarter finns listade i Catalogue of Life.